# نبردناو بورودینو
نبردناو بورودینو (به انگلیسی: Russian battleship Borodino) یک کشتی بود که طول آن ۳۹۷ فوت (۱۲۱٫۰ متر) بود. این کشتی در سال ۱۹۰۱ ساخته شد.